# Repovec
 Repovec  falu Horvátországban Krapina-Zagorje megyében. Közigazgatásilag Zabokhoz  tartozik.

## Fekvése
Zágrábtól 25 km-re északra, községközpontjától  1 km-re nyugatra Horvát Zagorje és a megye déli részén fekszik.

## Története
A településnek 1857-ben 147, 1910-ben 218 lakosa volt. Trianonig Varasd vármegye Klanjeci járásához tartozott.  2001-ben 340 lakosa volt.

## Nevezetességei
Keresztelő Szent János tiszteletére szentelt kis kápolnáját 1990-ben kezdték építeni és 1991. június 23-án szentelték fel.

## Külső hivatkozások
- Zabok hivatalos oldala
- A zaboki Szent Ilona plébánia honlapja